# Station Hagley
Hagley is een spoorwegstation van National Rail in Hagley, Bromsgrove in Engeland. Het station is eigendom van Network Rail en wordt beheerd door West Midland Trains. Het station is geopend in 1862.